# Pintoa chilensis
Pintoa chilensis ist die einzige Art der Pflanzengattung Pintoa innerhalb der Familie der Jochblattgewächse (Zygophyllaceae). Dieser Endemit kommt nur in der Atacama-Wüste vor.

## Beschreibung

### Vegetative Merkmale
Bei Pintoa chilensis handelt es sich um einen niedrigen, reich verzweigten Strauch mit Wuchshöhen von bis zu 1,5 Metern. Seine steifen Zweige weisen verdickte Nodien (Knoten) auf und ihre Rinde ist filzig behaart.
Am Grunde der gegenständigen, kurz gestielten Laubblätter befinden sich breit häutige Nebenblätter. Die kurzen Blattspreiten sind paarig gefiedert mit vier bis sieben Paaren von Seitenfiedern, die Rhachis endet in einer 1 bis 2 Millimeter langen Spitze. Die fast sitzenden, bespitzten und ganzrandigen, kleinen Blättchen sind asymmetrisch, dicht behaart und auf der Unterseite dicht schwarz gepunktet.

### Generative Merkmale
Die Blüten stehen einzeln in den Blattachseln. Die zwittrigen und kurz gestielten Blüten sind fünfzählig mit doppelter Blütenhülle. Es sind fünf bootförmige, außen behaarte Kelchblätter vorhanden. Die fünf ausladenden und verkehrt-eiförmigen Kronblätter sind leuchtend gelb und die Blütenkronen weisen einen Durchmesser von etwa 2 Zentimetern auf. Es sind zehn ungleiche Staubblätter mit breiten und fransigen, basalen Schuppen vorhanden. Der fünffächerige, feinhaarige und oberständige Fruchtknoten besitzt einen pfriemlichen Griffel mit einfacher, kleiner Narbe. Es ist ein gelappter Diskus vorhanden.
Die fünflappige, septizidale, rippige und feinhaarige, bespitzte Kapselfrucht ist bei einem Durchmesser von etwa 1 Zentimeter rundlich. In jedem der fünf Fruchtfächer befinden sich mehrere abgeflachte, schwärzliche Samen.
Die Chromosomenzahl beträgt 2n = 20.

## Vorkommen
Pintoa chilensis kommt nur in Chile vor. Das Hauptareal liegt in der Atacama-Wüste,  vor allem im südlicheren Teil. Außerdem gibt es einige disjunkte Fundorte.

## Systematik
Die Gattung Pintoa wurde 1845/46 mit der Erstbeschreibung der Art Pintoa chilensis durch Claude Gay in Flora Chilena, Band 1, 4 aufgestellt. Der Gattungsname Pintoa ehrt den chilenischen General und Politiker Francisco Antonio Pinto (1785–1858).